# Ludwig Hohl
Ludwig Hohl (* 9. April 1904 in Netstal; † 3. November 1980 in Genf; heimatberechtigt in Grub) war ein Schweizer Schriftsteller.

## Leben
Ludwig Hohl war der Sohn des Pfarrers Arnold Hohl und dessen Ehefrau Magdalena, geborene Zweifel, Tochter des Netstaler Papierfabrikanten Zweifel und Schwester des späteren Nationalrats (1943 – 1946) und Firmennachfolgers Ludwig Zweifel (1888 – 1953). Hohl, der zeitlebens ein sehr angespanntes Verhältnis zu seinen Eltern hatte, wuchs mit seiner jüngeren Schwester bis 1910 in Netstal auf. Danach lebte die Familie in Sirnach. Hohl besuchte die Kantonsschule Frauenfeld, die er wegen des angeblich schlechten Einflusses auf seine Mitschüler vorzeitig verlassen musste. Als er in Zürich auch an der Handelsschule «Minerva» gescheitert war, verliess er sein Elternhaus und kehrte nie mehr zurück. Auch weigerte er sich fortan, Dialekt zu sprechen, liess sich aber noch lange von den Eltern finanziell unterstützen. 1924 liess er seinen Vornamen amtlich zu Ludwig ändern.
Hohl lehnte es ab, eine Berufsausbildung zu machen und einen regulären Beruf auszuüben, und lebte zumeist in bedrückenden materiellen Verhältnissen, viele Jahre nur von dem wenigen Geld, das er für den Abdruck kleiner Stücke in Zeitungen bekam, sowie von Zuwendungen von Freunden. Von 1924 bis 1937 hielt er sich im Ausland auf: bis 1930 in Paris, 1930/1931 in Wien und von 1931 bis 1937 in Den Haag. Bekanntschaften aus diesen Jahren waren etwa der Fotograf Heinrich Heidersberger und die Schriftsteller Eduard Zak, Albin Zollinger und Rudolf Jakob Humm.
Nach seiner Rückkehr in die Schweiz im Jahre 1937 lebte er zuerst in Biel, danach in Genf, in den Jahren 1954 bis 1975 in einer Kellerwohnung im Arbeiterviertel La Jonction. In seiner Jugend war er begeisterter Alpinist, und noch in späteren Jahren legte er Wert auf regelmässige Leibesübungen. Beides reflektierte er in seinem Werk, ebenso wie den übermässigen Alkoholkonsum, den er zur Steigerung seiner Produktivität einsetzen wollte. Er war fünf Mal verheiratet – unter anderem mit der Malerin Hanny Fries – und hatte eine Tochter. In seinen letzten Jahren besserte sich seine finanzielle Lage, er litt aber an mehreren Krankheiten und starb 1980 an einer entzündlichen Erkrankung der Beine. Die Beisetzung fand auf dem Friedhof  Cimetière des Rois in Genf statt, 13 Jahre später ebenso die von Madeleine Hohl-de Weiss (1916–1993), seiner fünften Ehefrau.
Erfolg und breitere Anerkennung als Schriftsteller blieben Hohl versagt. Mehrere seiner Werke gab er im Selbstverlag heraus. Zur Publikation des zweiten Bandes der Notizen (siehe unten) musste er den Artemis Verlag gerichtlich zwingen: Dieser hatte sich nach dem kommerziellen Misserfolg des ersten Bands mehrere Jahre lang geweigert, das «unverkäufliche» Werk herauszugeben. Obwohl Autoren wie Max Frisch, Friedrich Dürrenmatt und Kurt Marti ihn schätzten, kam es erst gegen Ende seines Lebens zu einer gewissen Würdigung durch die Institutionen des Literaturbetriebs. Durch einen Hinweis von Adolf Muschg wurde Siegfried Unseld, der Suhrkamp-Verlagsleiter, Anfang der 70er-Jahre auf Hohl aufmerksam und handelte mit ihm eine (Neu-)Ausgabe seiner Werke aus. 1970 und 1976 erhielt Hohl Preise der Schweizerischen Schillerstiftung, 1978 den zum 100. Geburtstag Robert Walsers einmalig verliehenen Robert-Walser-Centenar-Preis sowie 1980 den Petrarca-Preis, wobei Peter Handke eine Laudatio hielt.
Sein aussergewöhnliches und widerspruchsvolles Leben gab Anlass zu einigen Legendenbildungen, an denen er teilweise auch selbst mitwirkte. Peter Bichsel warnte 1969, Hohl sei «in die fatale Situation des Geheimtipps geraten».
Hohls Nachlass befindet sich im Schweizerischen Literaturarchiv in Bern. Madeleine de Weiss Hohl veranlasste 1985 in Zürich die Gründung der Ludwig Hohl Stiftung, die sich mit der Pflege, Erschliessung, Erforschung, Publikation und breiteren Bekanntmachung seines Werks beschäftigt.

## Literarisches Werk
Als sein wichtigstes erzählerisches Werk gilt Bergfahrt, das er 1926 begonnen und in den folgenden Jahrzehnten mehrmals überarbeitet hatte. Es erschien erst 1975. Die Erzählung beschreibt den Versuch zweier sehr unterschiedlicher junger Männer, einen Berg zu besteigen, und kann als Parabel gedeutet werden.
Ein wenig bekannter als sein erzählerisches Werk sind eine Reihe von Schriften, in denen auf eigenwillige Art philosophische Fragen in notizenhafter Form behandelt werden. Hohl legte aber Wert darauf, dass die vermeintlichen Aphorismen untereinander in einem engen Zusammenhang stehen. Hierzu zählen die Schriften Nuancen und Details, Die Notizen und Daß fast alles anders ist.
In dem als Hauptwerk geltenden Buch Die Notizen oder Von der unvoreiligen Versöhnung, das von 1934 bis 1936 entstand, wählte Hohl als Form für seine literarisch-philosophische Arbeit eine genreüberschreitende Mischung. Aphorismus, Traktat, Kurzprosa, Gedicht, Zitat: Alles fügt sich zu einem offenen Schreibsystem mit dennoch inhaltlich und formal aufeinander abgestimmten Texten in zwölf Teilen (mit Überschriften wie «Vom Arbeiten», «Vom Schreiben», «Vom Tod» etc.) zusammen. Mit einer ungewöhnlichen Radikalität beschreibt er darin die schöpferische «Arbeit» des Einzelnen, in der Erkenntnis und Handeln eine Einheit bilden, als Sinn des Lebens. Die Masse der Menschen, die nicht in dieser Weise arbeiten – bei Hohl oft als «der Apotheker» oder «Herr Meier» personifiziert – überzog er mit Polemik und ätzendem Spott. Aus den Aufzeichnungen zu einem zweiten, ähnlichen Werk gab Hohl noch das Buch Daß fast alles anders ist heraus. Weitere Aufzeichnungen aus diesem Gedankenkreis, die unter dem Titel Nachnotizen oder Von den hereinbrechenden Rändern standen, wurden erst postum herausgeben.
In seinen Werken zitierte er oft die wenigen von ihm hochgeschätzten Autoren und Denker: besonders Goethe, Lichtenberg, Montaigne und Spinoza. Eines von Hohls Anliegen war es, dem Leser einen neuartigen Zugang zu Klassikern zu vermitteln. Er soll einmal gesagt haben, dass er sich nicht anmasse, Dinge, die schon sehr gut gesagt (geschrieben) worden waren, noch einmal besser formulieren zu wollen. Unter den Schriftstellern lobte er etwa Honoré de Balzac, Marcel Proust, Karl Kraus oder Katherine Mansfield.

„Hohl ist ein Denker, wir anderen, fassen wir das Denken genau, sind es nicht, wir weichen dem genauen Denken ins Gleichnis aus. Hohl ist notwendig, wir sind zufällig. Wir dokumentieren das Menschliche, Hohl legt es fest.“

## Werke
- Gedichte. Selbstverlag, Konstanz 1925.
- Nuancen und Details
  - I und II. Oprecht, Zürich 1939.
  - III. Mit einem Gedenkwort für Albin Zollinger. Selbstverlag, Genf 1942.
    - Neu-Ausgaben in einem Band: Walter, Olten 1964 und Suhrkamp, Frankfurt am Main 1975.
- Nächtlicher Weg: Erzählungen. Mit 15 Federzeichnungen von Hanny Fries. Morgarten, Zürich 1943.
  - Neu-Ausgabe (= Bibliothek Suhrkamp, Band 292). Suhrkamp, Frankfurt am Main 1971. Neuauflage: ebd. 1986, ISBN 3-518-01292-4.
  - Weitere Neu-Ausgabe: mit den Zeichnungen und einem Doppelporträtfoto der beiden. Strauhof, Zürich 2004.
- Die Notizen oder Von der unvoreiligen Versöhnung:
  - Band 1: I.–VI. Teil. Artemis, Zürich 1944.
  - Band 2: VII.–XII. Teil. Artemis, Zürich 1954.
    - Neu-Ausgabe in einem Band (1981) (suhrkamp taschenbuch, Band 1000). Suhrkamp, Frankfurt am Main 1981; als Taschenbuch: ebd. 1984, ISBN 3-518-37500-8.
    - Neu-Ausgabe in einem Band (2014) (= Bibliothek Suhrkamp, Band 1483). Suhrkamp, Frankfurt am Main 2014, ISBN 978-3-518-22483-0.
- Vernunft und Güte. Erzählung. Tschudy, St. Gallen 1956.
- Wirklichkeiten. Prosa. Tschudy, St. Gallen 1962.
- Daß fast alles anders ist. Walter, Olten 1967 (= Bibliothek Suhrkamp, Band 849). Suhrkamp, Frankfurt am Main 1984, ISBN 3-518-01849-3.
- Drei alte Weiber in einem Bergdorf. Eine Erzählung. Kandelaber, Bern 1970.
- Bergfahrt (= Bibliothek Suhrkamp, Band 624). Suhrkamp, Frankfurt am Main 1975; ebd. 1978, ISBN 3-518-01624-5.
- Von den hereinbrechenden Rändern. Nachnotizen. Und: Nachnotizen, Anmerkungen. Aus dem Nachlaß hrsg. v. Johannes Beringer und Hugo Sarbach. Suhrkamp, Frankfurt am Main 1986.
- Und eine neue Erde. Hrsg. von J. Beringer. Suhrkamp, Frankfurt am Main 1990.
- Mut und Wahl. Aufsätze zur Literatur. Hrsg. von J. Beringer. Suhrkamp, Frankfurt am Main 1992, ISBN 3-518-40443-1.
- Jugendtagebuch. Hrsg. im Auftrag der Ludwig-Hohl-Stiftung von Hugo Sarbach. Suhrkamp, Frankfurt am Main 1998, ISBN 3-518-41012-1.
- Die verläßlichste meiner Freuden. Hanny Fries und Ludwig Hohl: Gespräche, Briefe, Zeichnungen und Dokumente. hrsg. v. W. Morlang. Nagel & Kimche, München 2003, ISBN 3-312-00310-5 (darin auch: Joseph Gottfarstein, Briefe. S. 361–368).
- Aus der Tiefsee. Paris 1926. Hrsg. von U. Stadler. Suhrkamp, Frankfurt am Main 2004, ISBN 3-518-41588-3.
- Mitternachtsgesellschaft. Erzählungen. Suhrkamp, Frankfurt am Main 2005, ISBN 3-518-45663-6.
- Es ist schwer, so ins Dunkle zu reden. Briefe an Isak Grünberg 1930–1937. Hrsg. von Rudolf von Bitter. Nimbus, Wädenswil 2011, ISBN 978-3-907142-63-9.
- Bericht über Artemis (meine durch den Artemis-Verlag geschaffene Lage). Mit einem Nachwort von Sandro Zanetti. Hrsg. im Auftrag der Ludwig Hohl Stiftung von Bettina Mosca-Rau. Suhrkamp, Berlin 2023, ISBN 978-3-518-24380-0.
- Die seltsame Wendung. Novelle. Mit einem Nachwort von Anna Stüssi. Hrsg. im Auftrag der Ludwig Hohl Stiftung von Magnus Wieland. Suhrkamp, Berlin 2023, ISBN 978-3-518-22550-9.
- Zehn Tage / Bericht über einen inneren Aufenthalt. Hrsg. im Auftrag der Ludwig Hohl Stiftung von Bettina Mosca-Rau. Mit einem Nachwort von Andreas Langenbacher. Suhrkamp, Berlin 2023, ISBN 978-3-518-24382-4.
- Die vorletzte Station / Die Chronik Dingy. Ein Bericht. Hrsg. im Auftrag der Ludwig Hohl Stiftung von Magnus Wieland. Mit einem Nachwort von Ulrike Draesner. Berlin, Suhrkamp 2023, ISBN 978-3-518-24381-7.